# Longi
Longi es una localidad italiana de la provincia de Mesina, región de Sicilia, con 1.614 habitantes.

Ubicación de la ciudad de Longi dentro de la provincia de Mesina.

## Evolución demográfica
| Gráfica de evolución demográfica de Longi entre 1861 y 2001 |
|                                                             |
| Fuente ISTAT - Elaboración gráfica por parte de Wikipedia   |